# Hiệp hội bóng đá Ma Cao
Hiệp hội bóng đá Ma Cao (MFA) (tiếng Trung: 澳門足球總會; tiếng Bồ Đào Nha: Associação de Futebol de Macau) là tổ chức quản lý, điều hành các hoạt động bóng đá ở đặc khu hành chính Ma Cao, nước Cộng hoà Nhân dân Trung Hoa. MFA quản lý đội tuyển bóng đá quốc gia Ma Cao, tổ chức các giải bóng đá như giải vô địch bóng đá Ma Cao, cúp bóng đá Ma Cao,.... MFA là thành viên của cả Liên đoàn bóng đá thế giới (FIFA), Liên đoàn bóng đá châu Á (AFC) và Liên đoàn bóng đá Đông Á (EAFF).
Chủ tịch của Hiệp hội bóng đá Ma Cao hiện nay là ông Cheung Lup Kwan.